# Naturschutzgebiet Schaarenwies/Schaarenwald
Das Naturschutzgebiet Schaarenwies/Schaarenwald in der Gemeinde Schlatt im Kanton Thurgau, Schweiz ist ein Biotop- und Artenschutzgebiet mit der Kategorie IV der International Union for Conservation of Nature and Natural Resources (IUCN). Der geschützte Anteil im Gebiet des Schaaren hat eine Fläche von 235,8 Hektar und liegt nördlich des Orts Neuparadies. Es grenzt im Südwesten an die Tongrube mit dem Naturschutzgebiet Tongrube Paradies.

## Schutzstatus
Das Gebiet ist im Bundesinventar des Bundesamts für Umwelt (BAFU) als ein «Amphibienlaichgebiet von nationaler Bedeutung (AM)» aufgeführt. Es ist seit 2007 als Naturschutzgebiet mit dem CDDA-Sitecode «347877» der Europäischen Umweltagentur (EUA) ausgewiesen.

## Amphibien
Amphibien sind seit 1967 bundesrechtlich geschützt und gehören zu den am stärksten gefährdeten Artengruppen. Ihr Anteil an den Arten in der Roten Liste beträgt siebzig Prozent.

## Belege
1. ↑  bafu.admin.ch: Amphibienlaichgebiete-Inventar: Objektbeschreibungen. (Abgerufen am 27. November 2021)
2. ↑  fedlex.admin.ch: Liste der Amphibienlaichgebiete von nationaler Bedeutung – ortsfeste Objekte: Amphibienlaichgebiete-Verordnung (AlgV). (Publikationsplattform des Bundesrechts, abgerufen am 27. November 2021)
3. ↑  Schlüssel.Nummer: CH05_200089.
4. ↑  karch.ch: Amphibienlaichgebiete nationaler Bedeutung IANB. (Abgerufen am 27. November 2021)